# Пфаффенхофен-ан-дер-Глонн
Пфаффенхофен-ан-дер-Глонн (нем. Pfaffenhofen an der Glonn) — община в Германии, в земле Бавария. 

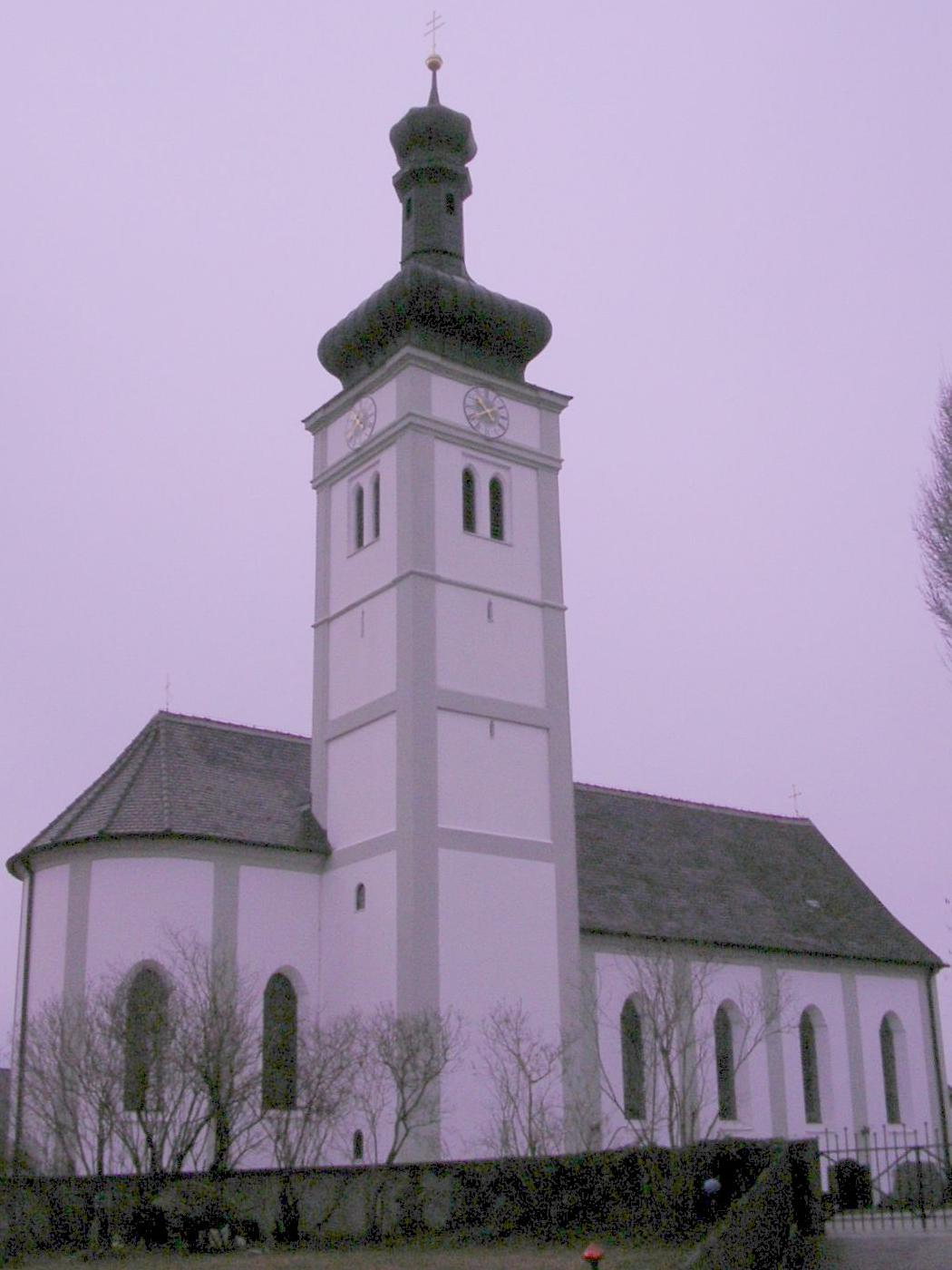
Приходская церковь Святого Михаэля в Пфаффенхофен-ан-дер-Глон

Подчиняется административному округу Верхняя Бавария. Входит в состав района Дахау.  Население составляет 1805 человек (на 31 декабря 2010 года). Занимает площадь 20,90 км².